# Pazo García Flórez
Le pazo ou Palais García Flórez, est un pazo baroque du XVIIIe siècle situé entre la rue Sarmiento et la Place de la Leña dans la ville de Pontevedra en Espagne, au cœur du centre historique.

## Histoire
À la fin du XVIIIe siècle, Antonio García Estévez Fariña et sa femme Tomasa Suárez Flórez ont commandé la construction de ce pazo, qui vient s'ajouter à un autre, plus petit et plus ancien.
Un siècle plus tard, entre 1881 et 1930, le pazo est devenu le siège de l'école normale de Pontevedra.
Dans les années 1930, le pazo a abrité au premier étage l'École Graduada pour enfants, le deuxième étage étant réservé au logement du directeur de cette école. Ces deux étages ont ensuite été loués à la mairie de Pontevedra.
Dans les années 1940, l'intérieur du pazo a été entièrement remanié par l'architecte Robustiano Fernández Cochón pour accueillir le musée de Pontevedra. Son extérieur baroque a été préservé, un arc et un pont en pierre ont été construits pour le relier au pazo Castro Monteagudo et deux statues de pierre de la Forteresse et de l'Espérance ont été placées aux coins du toit. Le 15 août 1943, le pazo García Flórez est inauguré comme siège du musée de Pontevedra.
Les salles du musée ont été ouvertes au public le 4 septembre 1946, sauf la reconstitution de la cabine des officiers de la frégate Numancia, qui a été inaugurée le 7 du même mois.

## Description
À l'extérieur, la façade principale de la rue Sarmiento présente un portique à trois arcs sur de grandes colonnes. Il y a trois portes au premier étage, entourées en bas d'une décoration de volutes et au deuxième étage deux portes avec des balcons qui se prolongent jusqu'aux façades adjacentes, parmi lesquelles se trouve un grand blason en pierre couronné d'un heaume, à l'origine doré et polychrome, entouré de cinq médaillons. À l'intérieur du blason, les lignées des familles Estévez, Suárez, Fariña et Flórez sont représentées. Dans les coins de la partie supérieure de la façade, il y a deux gargouilles.
Sur la façade sud, il y a une porte au rez-de-chaussée et un grand balcon qui longe la façade à l'étage. Sur la façade est, il y a une succession de fenêtres et de portes à l'étage supérieur et deux portes au premier étage, dont une avec un balcon. La façade de la rue Pasantería présente différentes fenêtres réparties le long de la façade en fonction des escaliers à l'intérieur. Le pazo a une surface construite de 778 mètres carrés.
À l'intérieur, il y a des salles consacrées aux arts décoratifs, à la sculpture et aux arts populaires. Parmi les pièces exposées, on trouve des objets de jais, des gravures, des sculptures religieuses, des faïences de Sargadelos, du cristal de la Granja, le bureau de l'amiral Méndez Núñez, une réplique de la cabine de la frégate Numancia et une cuisine traditionnelle galicienne.
Après sa rénovation autorisée en 2022, les espaces intérieurs seront diaphanes et libres d'obstacles, ne laissant que les murs porteurs d'origine qui lui donneront un aspect unifié. Le pazo disposera également d'une large connexion souterraine avec le pazo Castro Monteagudo.

## Galerie

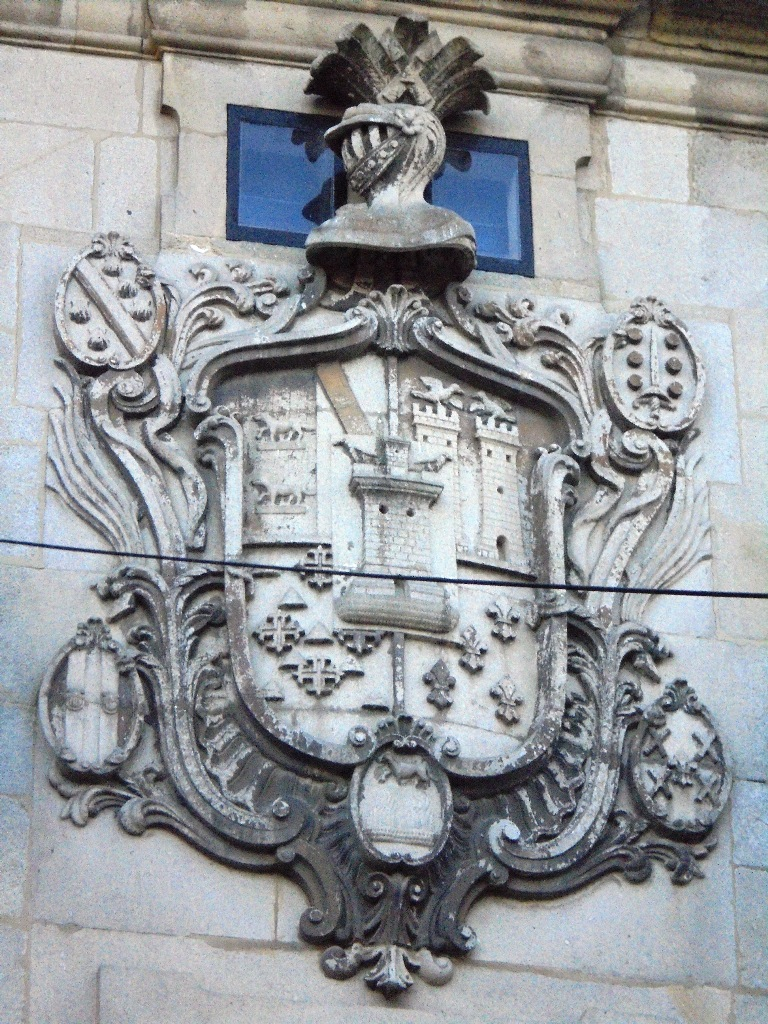
Armoiries
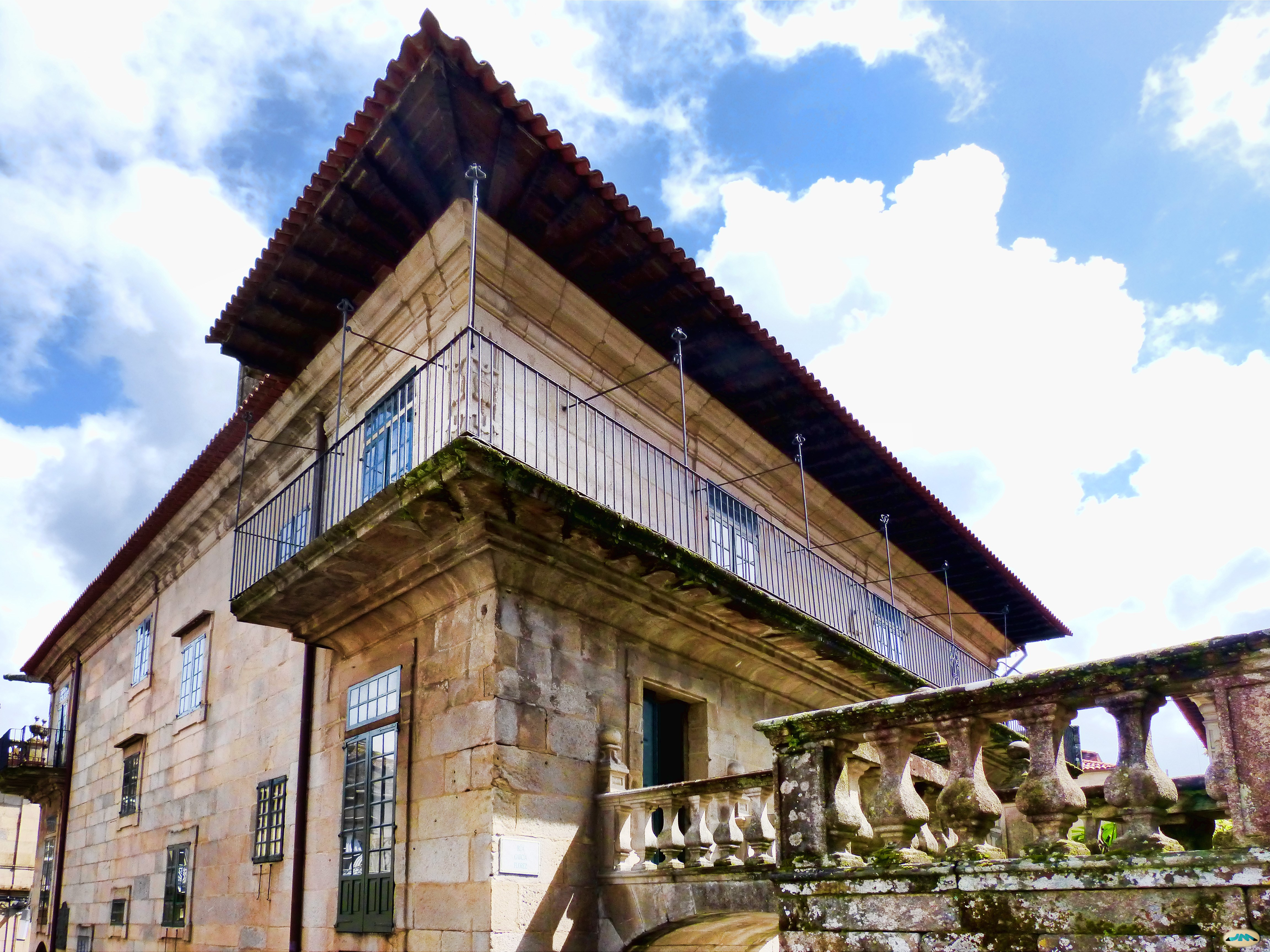
Façade sud
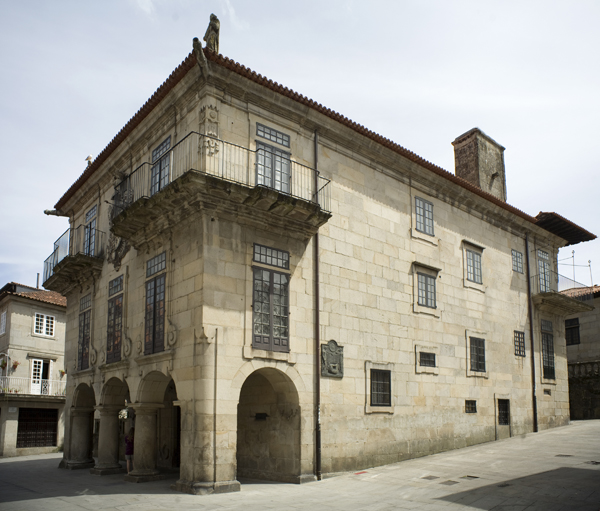
Façade ouest, rue Pasantería
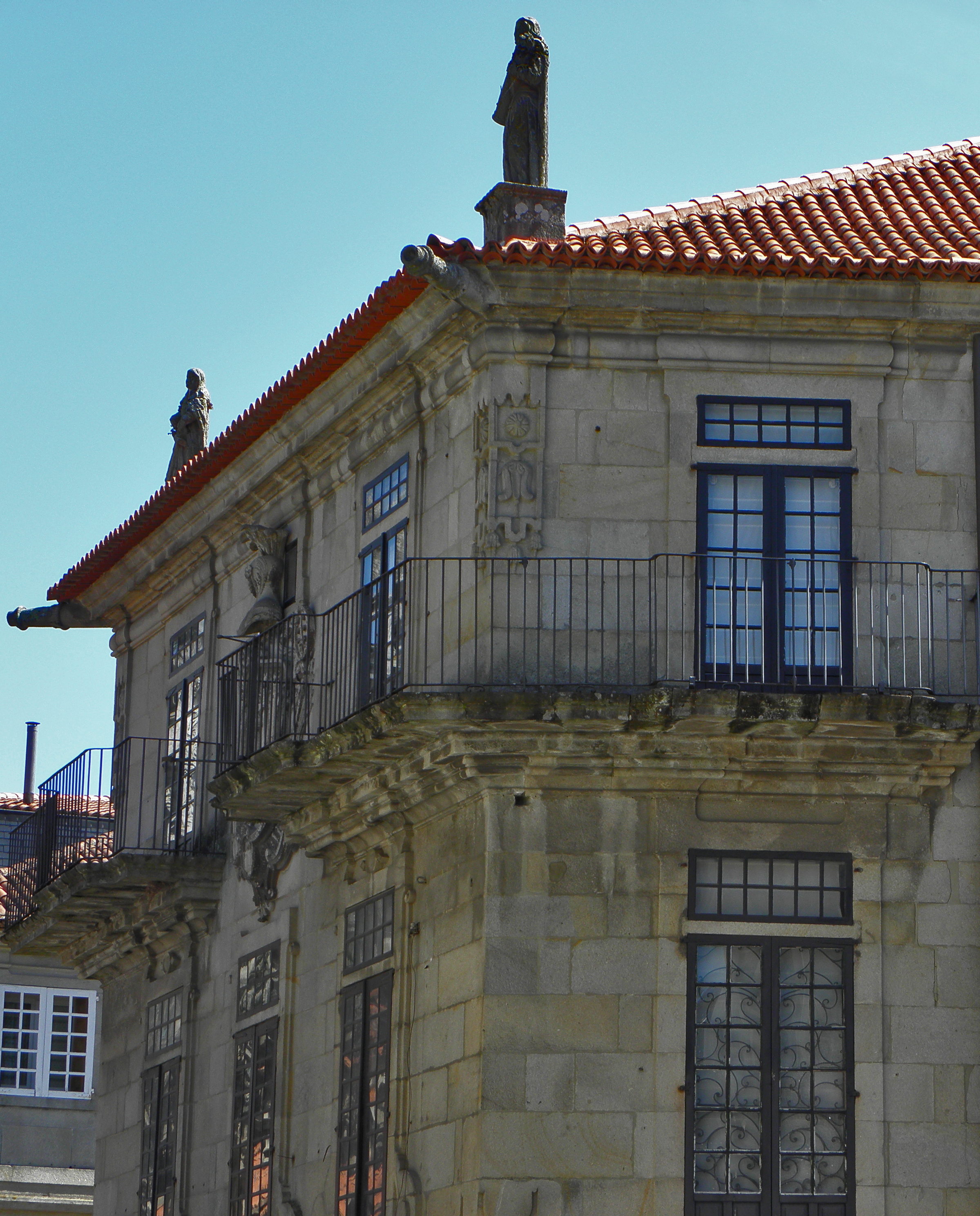
Statues de la Forteresse et de l’Espérance sur le toit
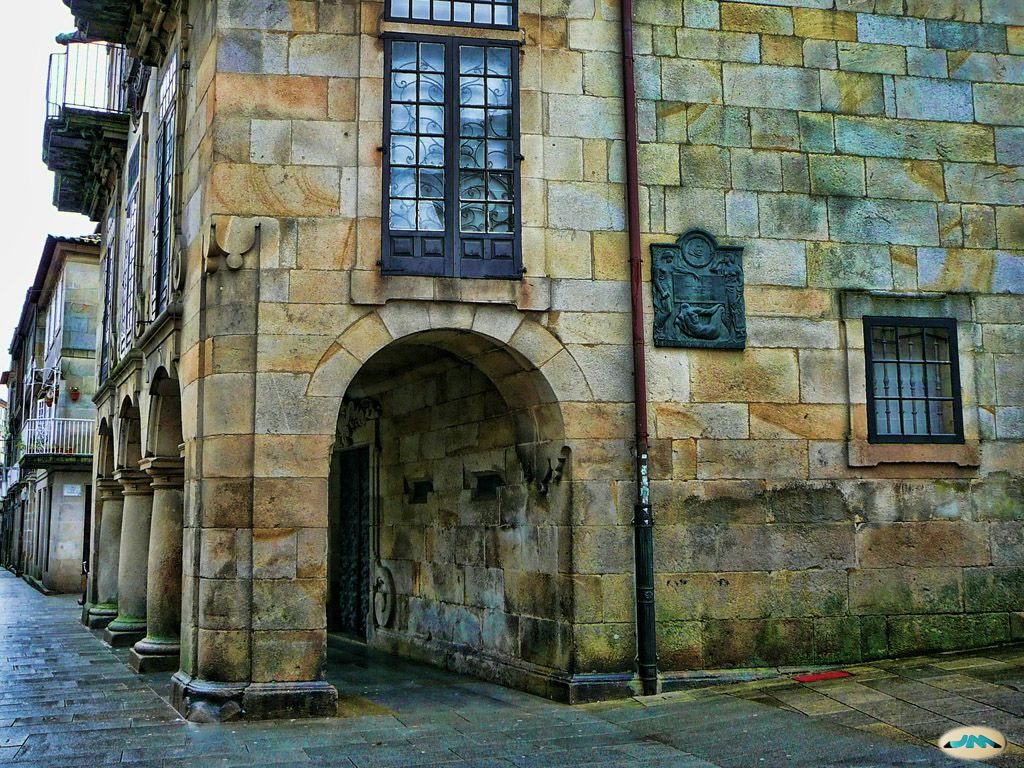
Arcades de la façade principale
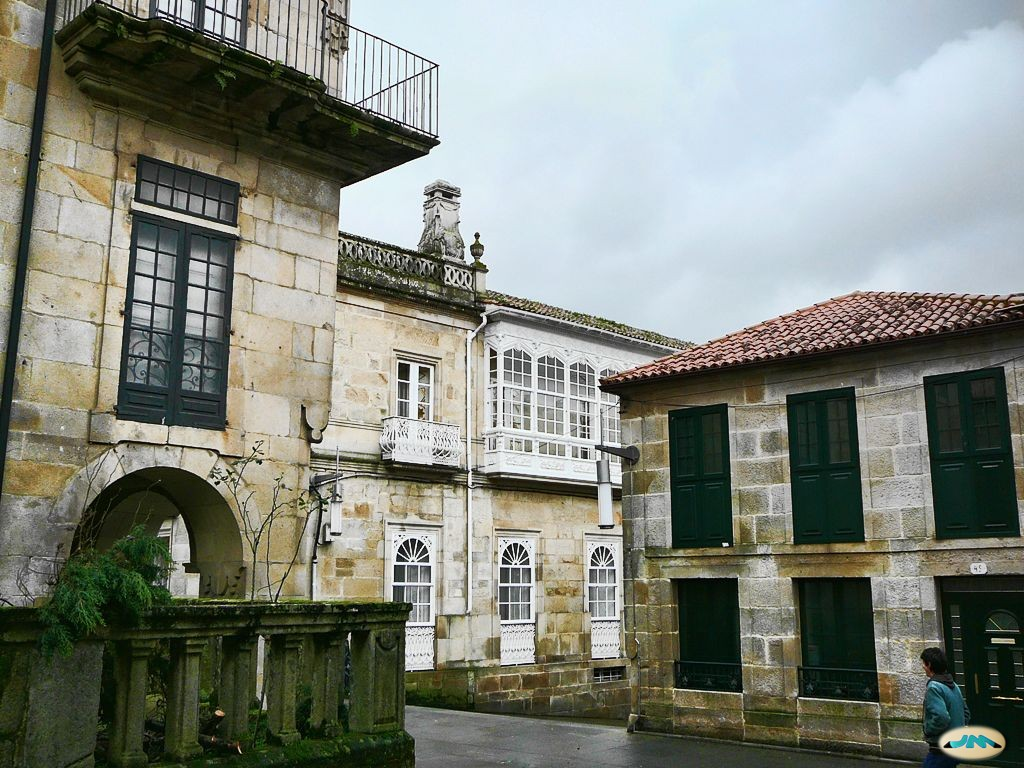
Façade est
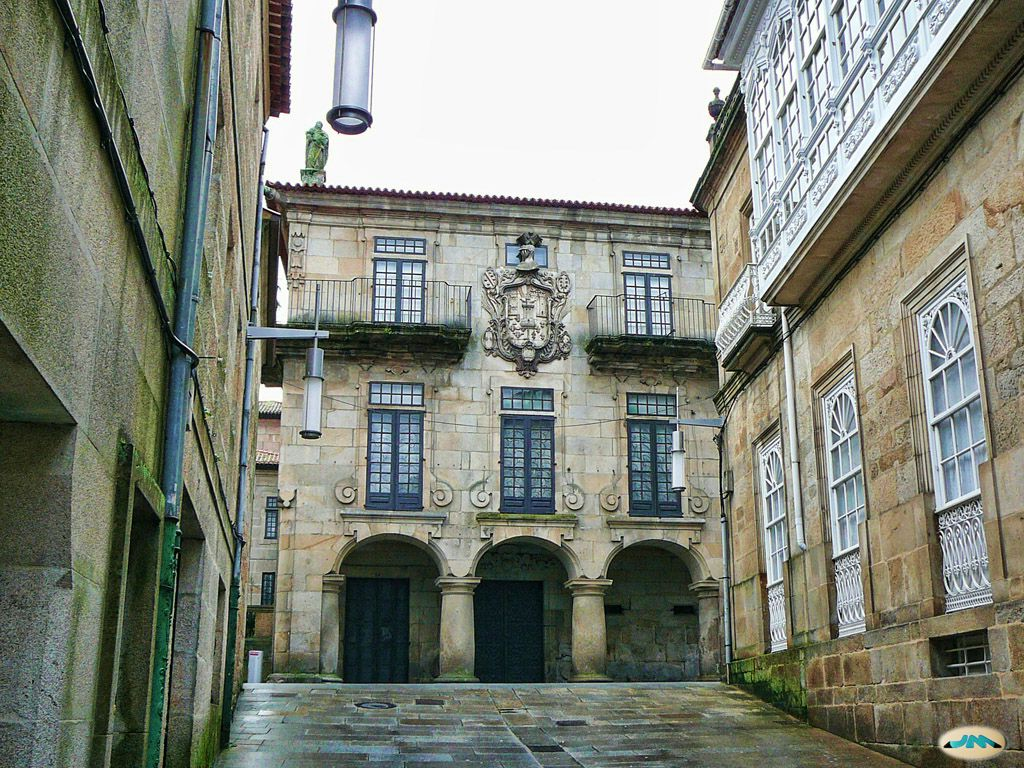
Façade principale